# Tuzlanský kanton
Tuzlanský kanton (bosensky Tuzlanski kanton) je jeden z 10 kantonů Federace BiH v Bosně a Hercegovině. Jeho hlavním městem je Tuzla.

## Charakteristika kantonu

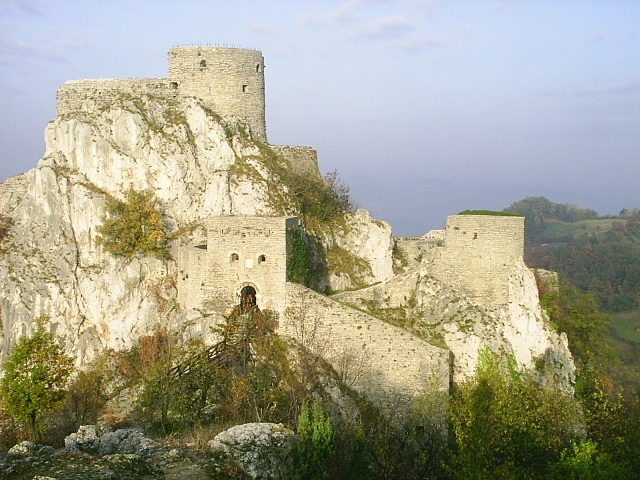
Hrad Srebrenik

Kanton Tuzla leží na severovýchodě území, a představuje tak výběžek Federace BiH do Republiky srbské. Rozloha regionu je 2,908 km². Kanton vznikl v roce 1994, jeho hranice jsou stanoveny Daytonskou smlouvou z roku 1995, hraničí na severu s Republikou srbskou (regiony Doboj, Bijeljina a Vlasenica) a se Zenicko-dobojským kantonem ve Federaci. Jeho území vyplňují hory (pohoří Majevica, dále spoustu menších hřebenů), jižně od hlavního města Tuzly se nachází menší rovina západo-východního tvaru.
Před válkou v roce 1991 zde žilo 949 621 lidí; 60 % z nich byli Muslimové, 28 % Srbové, 9 % Chorvati a zbytek tvořily různé národnostní menšiny (Slovinci, Rómové a další). V roce 2002 zde žilo 607 000 lidí, 90 % z toho byli Bosenští muslimové. Silniční spojení je dobré s ostatními částmi Federace, železniční tratě spojují hlavní město Tuzlu s Brčkem a Chorvatskem.

## Významná města
- Tuzla
- Gradačac
- Gračanica
- Kalesija
- Lukavac
- Srebrenik
- Kladanj
- Sapna
- Teočak
- Živinice
- Banovići
- Čelić

## Obyvatelstvo

### Sčítání 2013
Podle sčítání lidu v roce 2013 žilo v kantonu Tuzla celkem 445 028 obyvatel.
| Opčina           | Národnost | Národnost | Národnost | Národnost | Národnost | Národnost | Celkem  |
| Opčina           | Bosňáci   | %         | Chorvati  | %         | Srbové    | %         | Celkem  |
| ---------------- | --------- | --------- | --------- | --------- | --------- | --------- | ------- |
| Tuzlanský kanton | 392 355   | 88,16     | 23 592    | 5,30      | 7 058     | 1,58      | 445 028 |